# El pijama de Adán
El pijama de Adán es una película de Argentina en blanco y negro dirigida por Francisco Mugica según el guion de Sixto Pondal Ríos y Carlos Olivari sobre el argumento de Francisco Oyarzábal que se estrenó el 23 de junio de 1942 y que tuvo como protagonistas a Enrique Serrano, Juan Carlos Thorry, Tilda Thamar y Zully Moreno.

## Sinopsis
La esposa de Adán lo abandona poco después de casarse creyendo que él le ha sido infiel. El suegro de Adán quiso resolver la situación pero solo consigue  que su mujer lo acuse de adulterio también a él. Ambos hombres deberán demostrar que han sido fieles.

## Reparto
Participaron en el filme los siguientes intérpretes:
- Enrique Serrano ... Don Lucas Herrera
- Juan Carlos Thorry ... Adán Figueroa
- Mary Capdevila ... Celina
- Lalo Malcolm ... Ramón Vallejo
- Tilda Thamar ... Clara Benítez
- Liana Moabro ... Lucrecia de Vallejo
- Zully Moreno ... Beatriz Herrera
- Juan José Porta
- José A. Paonessa ... Gerente del hotel
- Julio Renato ... Padrino herido en el duelo
- Max Citelli ... Padrino del duelo
- Carlos Rodríguez
- Julia Peliche
- Fernando Campos
- Jorge Salcedo ... Horacio
- Warly Ceriani ... Empleado del hotel